# Pseudomalmea darienensis
Pseudomalmea darienensis är en kirimojaväxtart som beskrevs av Laurentius 'Lars' Willem Chatrou. Pseudomalmea darienensis ingår i släktet Pseudomalmea och familjen kirimojaväxter. Inga underarter finns listade i Catalogue of Life.